# Санок

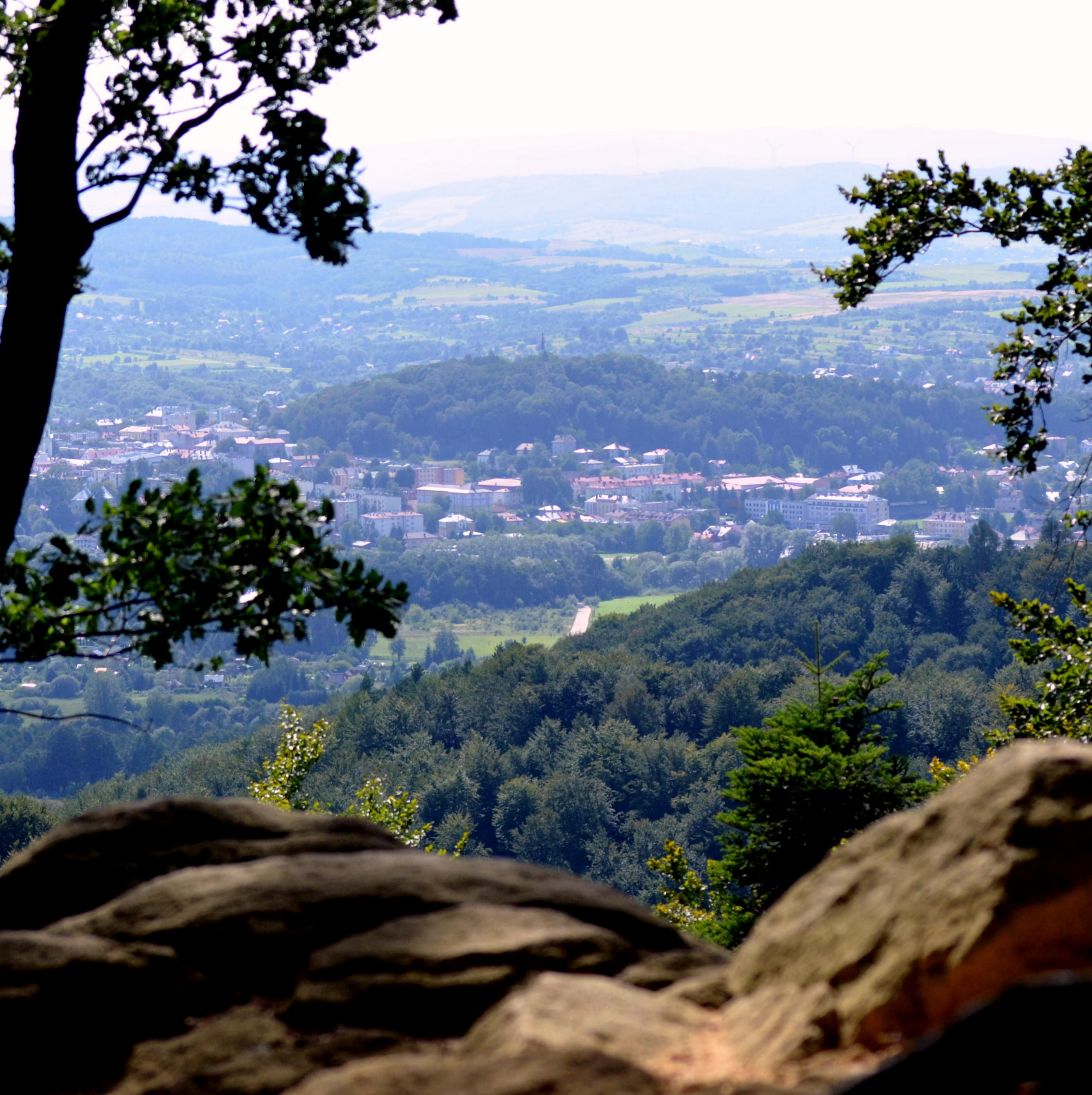
Вид на город. 2014 г.

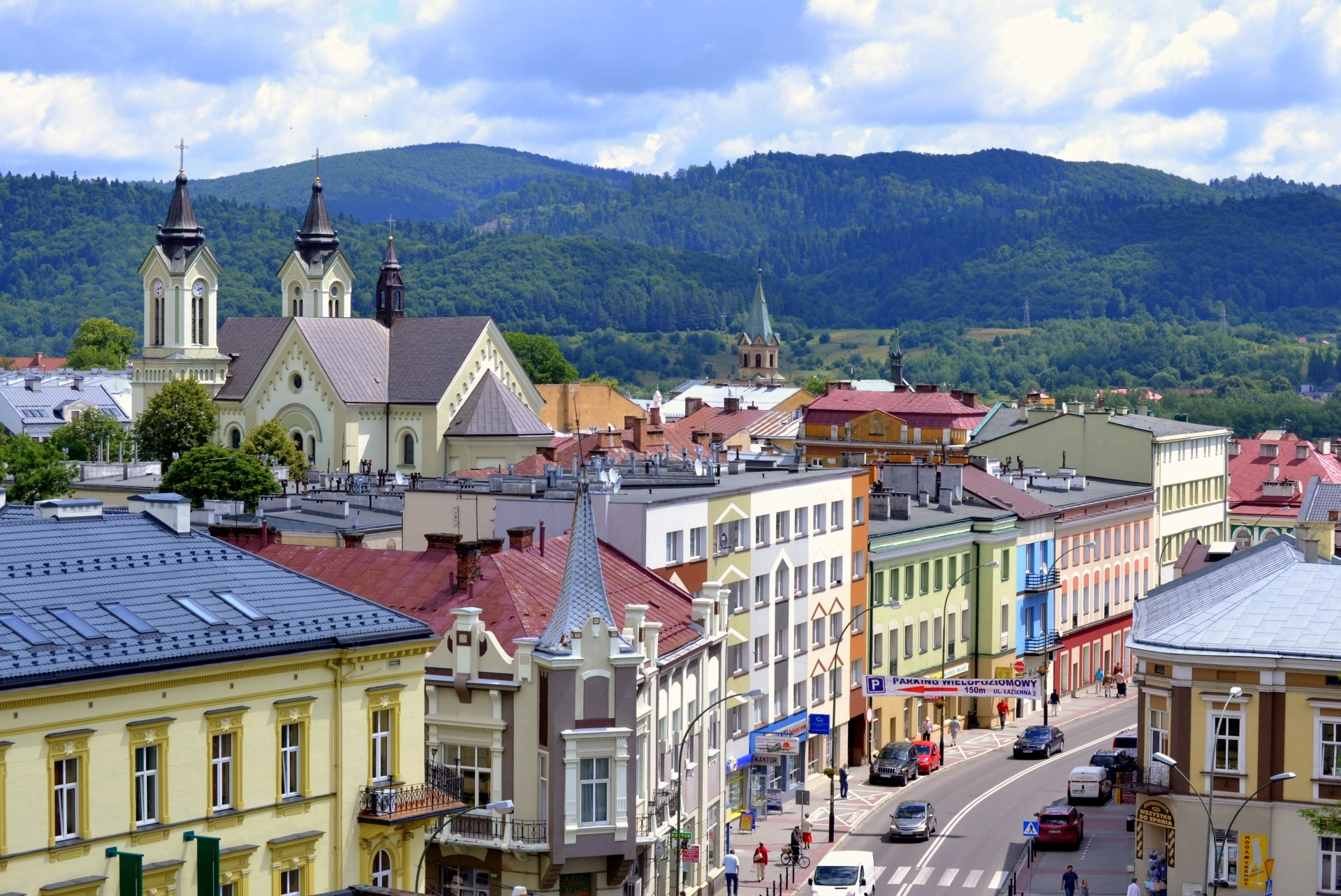
Санок, уголок старого города. 2014 г.

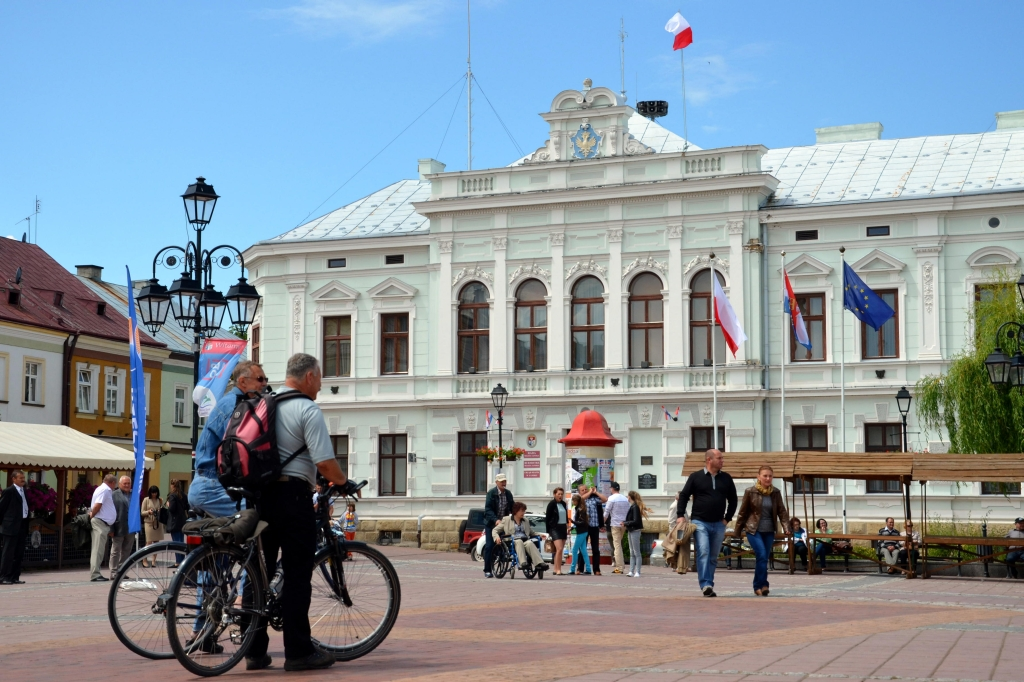
Рынок — Старая Ратуша. 2014 г.

Са́нок (пол. Sanok, укр. Сянік) — город в Польше, входит в Подкарпатское воеводство, Санокский повят. Имеет статус городской гмины. Занимает площадь 38,15 км². Население — 38 818 человек (на 2016 год).
Развиты машиностроение (автомобильное производство Autosan), лёгкая промышленность, производство резинотехнических изделий (Sanok Rubber Company). Имеется завод нефтяной компании PGNiG.
На Белой горе (пол. Biała Góra) возле города Санок в окрестностях остатков древней крепости археологи под руководством сотрудника Исторического музея в Саноке Петра Котовича нашли несколько сотен наконечников стрел и арбалетных болтов, которые по их мнению относятся ко времени нападения армии Казимира Великого в 1340 году на земли, принадлежавшие Галицкой Руси. Это может означать, что крепость в Саноке существовала уже в середине XIV века, а не с XVI века, как считалось ранее. В ходе исследования были также обнаружены на равнине в 100 метрах от крепости более древние предметы, относящиеся к IX—X векам, включая средневековый арабский дирхам. Котович считает, что на этом месте располагалось промышленное поселение, вероятно осуществлявшее плавку железной руды.
В 1434—1772 годах Санок был центром староства Русского воеводства Польского королевства. В середине XVI века в Саноке построена православная церковь.

## Города-побратимы
- Германия: Райнхайм (с 13 мая 1994 года)
- Словакия: Гуменне (с 13 октября 1996 года)
- Швеция: Эстерсунд (с 28 сентября 1997 года)
- Украина: Каменец-Подольский (с 3 июля 2002 года)
- Франция: Сеста[англ.] (с 27 июня 2003 года)
- Венгрия: Дьёндьёш (с 5 октября 2003 года)
- Украина: Дрогобыч (с сентября 2007 года)
- Украина: Трускавец (со 2 сентября 2023 года)

## Известные уроженцы и жители
- Здзислав Бексиньский (1929—2005) — польский художник и фотограф.
- Никодим Бернацкий (1825—1892) — польский композитор, скрипач, музыкальный педагог.
- Гец, Лев Львович (1896—1971) — художник.
- Зигмунт Гораздовский (1845—1920) — блаженный Римско-католической церкви, польский священник, основатель женского монашеского общества «Сёстры святого Иосифа».
- Грохольский, Казимир — почётный гражданин города.
- Иван Зятык (1899—1952) — блаженный Римско-католической и Украинской грекокатолической церквей, священник, мученик.
- Ежи Мнишек (1548—1613) — польский вельможа, каштелян радомский (1582), воевода сандомирский (с 1590 года), староста самборский, сокальский, санокский, рогатинский, отец Марины Мнишек.
- Себастьян из Фельштына — польский теоретик музыки, композитор эпохи Возрождения.
- Януш Шубер (1947 г.р.) — польский поэт.
- Катажина Бахледа-Цурусь — польская конькобежка, призёрка Олимпийских игр и чемпионата мира.
- Мартин Мизерный — украинский националист, майор УПА, с 1940 по 1942 был комендантом вспомогательной полиции в городе.